# The Cradle
The Cradle er en amerikansk stumfilm fra 1922 af Paul Powell.

## Medvirkende
- Ethel Clayton som Margaret Harvey
- Charles Meredith som Dr. Robert Harvey
- Mary Jane Irving som Doris Harvey
- Anna Lehr som Lola Forbes
- Walter McGrail som Courtney Webster
- Adele Farrington som Mrs. Mason